# Tevfik Fikret
Œuvres principales
Sis,
Elhan-ı Şita,
Haluk'un Defteri
Tevfik Fikret (né à Constantinople le 24 décembre 1867 et mort le 19 août 1915) est un poète turc. Il a apporté la poésie occidentale dans la littérature  turque,.

## Biographie
Tevfik Fikret est né à Constantinople, en Turquie, le 24 décembre 1867 sous le nom de Mehmet Tevfik. Sa mère Hatice Refia Hanım, une Grecque de l’île de Chios convertie à l'islam, est morte quand il était tout jeune. Son père Hüseyin Bey, originalire de Çankırı, a été exilé plusieurs années. Tevfik et sa sœur ont été élevés par leur grand-mère.
À la fin de sa scolarité au lycée de Galatasaray, il obtient son diplôme en finissant premier de sa promotion. En 1888, il commence à travailler comme greffier. Deux ans plus tard, il épouse sa cousine Nazime Hanım. Il devient ensuite professeur puis principal du lycée de Galatasaray. Il enseigne par la suite au Robert College de Constantinople. 
Il meurt à Constantinople le 19 août 1915.

## Vie professionnelle
À partir de 1896, jeune écrivain, il a dirigé la revue d'avant-garde Servet-i Fünun (Le Trésor des sciences), revue symbole du renouveau de la littérature turque et de la naissance, quelques années plus tôt, du courant Edebiyat-ı Cedide (La Littérature Nouvelle). Dans un groupe réunissant les écrivains les plus prometteurs de l'époque, il a publié des œuvres en turc ainsi que des traductions de poèmes et d'histoires européennes, notamment en français. Mais le groupe s'est dispersé en 1901 et n'a pas pu trouver une deuxième chance.
Fortement influencé par les poètes symbolistes français, Fikret s'est efforcé d'adapter la poésie turque à la thématique et à la métrique occidentales. Il a passé les dernières années de sa vie à écrire des poèmes pour les enfants et sur les problèmes d'éducation. Il est considéré aujourd’hui comme le véritable fondateur de la poésie moderne turque par certains critiques et salué en raison de sa personnalité immaculée et de son sens profond du devoir.

## Opinions politiques
Fikret est reconnu comme un défenseur de la liberté d'expression et d'un gouvernement constitutionnel. Il était ouvertement très critique du sultan Abdulhamid II. Ses travaux ont été censurés par le gouvernement Ottoman en 1901. En 1902, il publie Sis, un recueil de poèmes dénonçant la dictature et la politique de répression menée par le gouvernement Ottoman. Il a été surveillé par la police Ottomane à de nombreuses reprises à cause de ses opinions politiques et de ses écrits, et son amitié avec des opposants politiques célèbres d'Abdulhamid II, comme l'écrivain Halid Ziya Uşaklıgil. À cause de ses écrits courageux et de sa poésie, dans laquelle il critiquait le régime Ottoman, il a été immortalisé sous le nom de "poète de la liberté". Il était aussi très critique du conservatisme Islamique et du nationalisme, écrivant : "Ma patrie est le monde et ma nation est l'humanité."
Après l'attentat raté de Yildiz, où la Fédération révolutionnaire arménienne tente sans succès d'assassiner le sultan Abdullhamid II en réponse aux massacres hamidiens et à la répression de Sasun, il se lamente du fait que l'attentat n'ait pas fonctionné : "Vous avez tiré, mais hélas ! hélas, vous n'avez pas touché ce que vous deviez."

## Œuvres
Poésie
- Rubab-ı Şikeste (1900)
- Tarih-i Kadim (1905)
- Haluk'un Defteri (1911)
- Rubabın Cevabı (1911)
- Şermin (1914)
- Son Şiirler (1952)

épopée
- Balıkçılar (Les Pêcheurs)
- Nesrin
- Hasta Çocuk (L'Enfant malade)